# 韓僧壽
韩僧寿（548年—612年），隋朝大臣，字玄庆，河南东垣（今河南省新安县）人，韩擒虎的母弟。
韩僧寿以勇烈知名。周武帝时，担任侍伯中旅下大夫。杨坚执政，跟随韦孝宽平定尉迟迥，每战立有有功，授大将军，封昌乐公，食邑千户。开皇初年，拜为安州刺史。当时韩擒虎为庐州总管，朝廷不想让他兄弟俩同在淮南，韩僧寿转任为熊州刺史。后转任蔚州刺史，进爵广陵郡公。不久以行军总管在鸡头山击破突厥。后因事获罪免官。数年后，再拜为蔚州刺史。突厥很害怕他。开皇十七年（597年），屯守兰州以防备突厥。第二年，辽东之役征伐高句丽，韩僧寿领行军总管，回军，检校灵州总管事。跟随杨素击破突厥，进位上柱国，改封江都郡公。隋炀帝即位，又改封新蔡郡公。从此之后，不再任用。大业五年（609年），跟随隋炀帝到达太原。京兆人达奚通的妾室王氏，擅长清唱，朝臣多聚会观看，韩僧寿也参与了，被弹劾免官除名。不久令他复位。大业八年（612年），在京师去世，时年六十五岁。有子韩孝基。